# Sundhouse
Sundhouse (deutsch Sundhausen) ist eine  französische Gemeinde mit 1824 Einwohnern (Stand 1. Januar 2021) im Département Bas-Rhin in der Region Grand Est (bis 2015 Elsass). Die Gemeinde ist Mitglied im Gemeindeverband Ried de Marckolsheim.

## Geografie
Das Dorf liegt in der Oberrheinische Tiefebene zwischen Schlettstadt (etwa 13 Kilometer westlich) und dem Rhein (etwa 5 Kilometer östlich). Unmittelbar westlich des Ortes verläuft der Rhein-Rhône-Kanal.

## Geschichte
Die Bezeichnung „Sund“ wurde von „Süd“ abgeleitet. In Sundhouse war von 1909 bis 1944 die Endstation einer vom westlich gelegenen Schlettstadt kommenden Bahnstrecke.

### Bevölkerungsentwicklung
| Jahr      | 1962 | 1968 | 1975 | 1982 | 1990 | 1999 | 2009 | 2019 |
| Einwohner | 996  | 1006 | 1004 | 1069 | 1106 | 1155 | 1521 | 1851 |

## Sehenswürdigkeiten
- L’Arbre de la Liberté – „der Baum der Freiheit“
- La place crinoline – an diesem Platz befindet sich das Rathaus (maison commune)
- zahlreiche Fachwerkhäuser
- Wasserturm

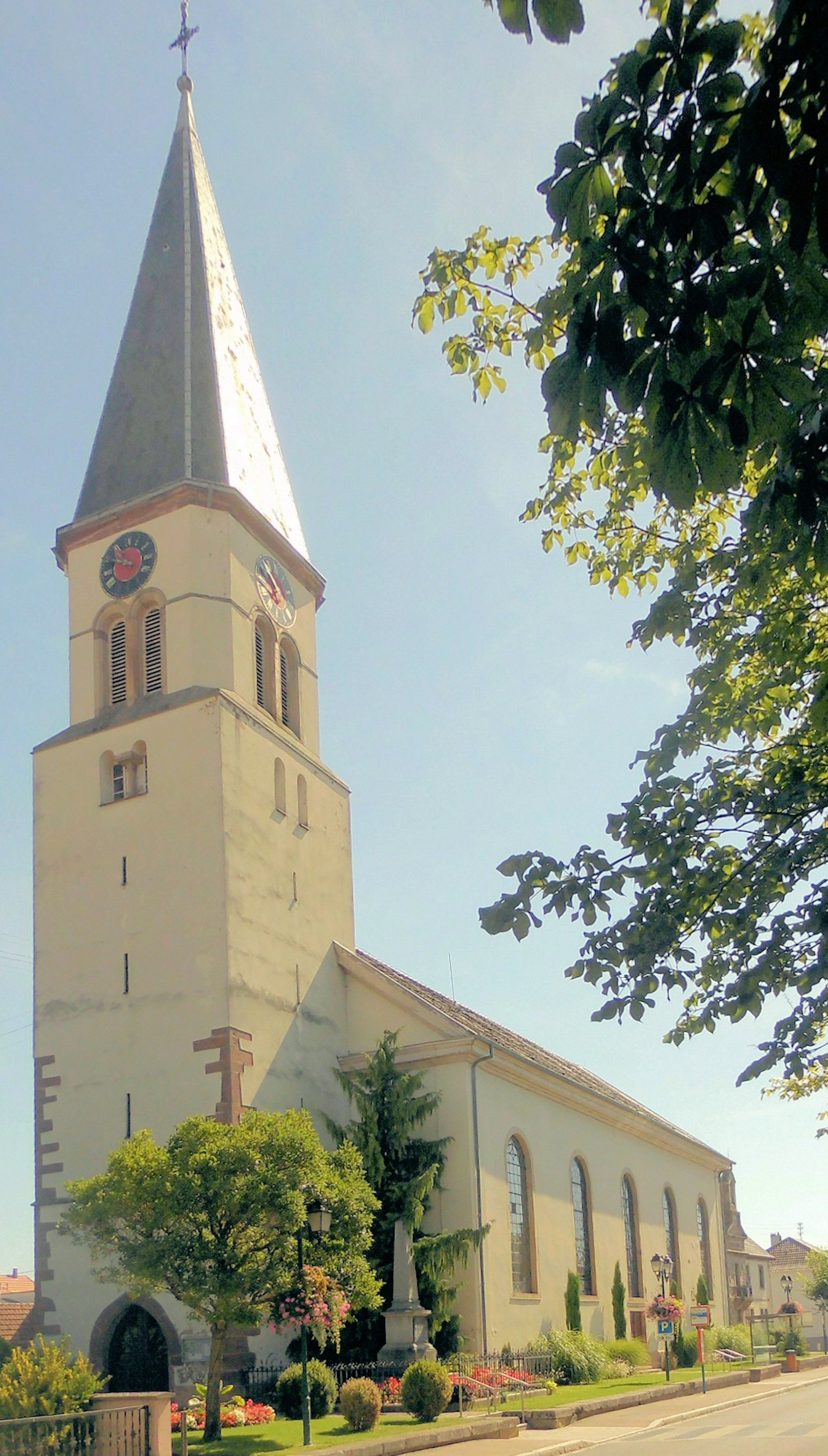
Kirche St. Martin
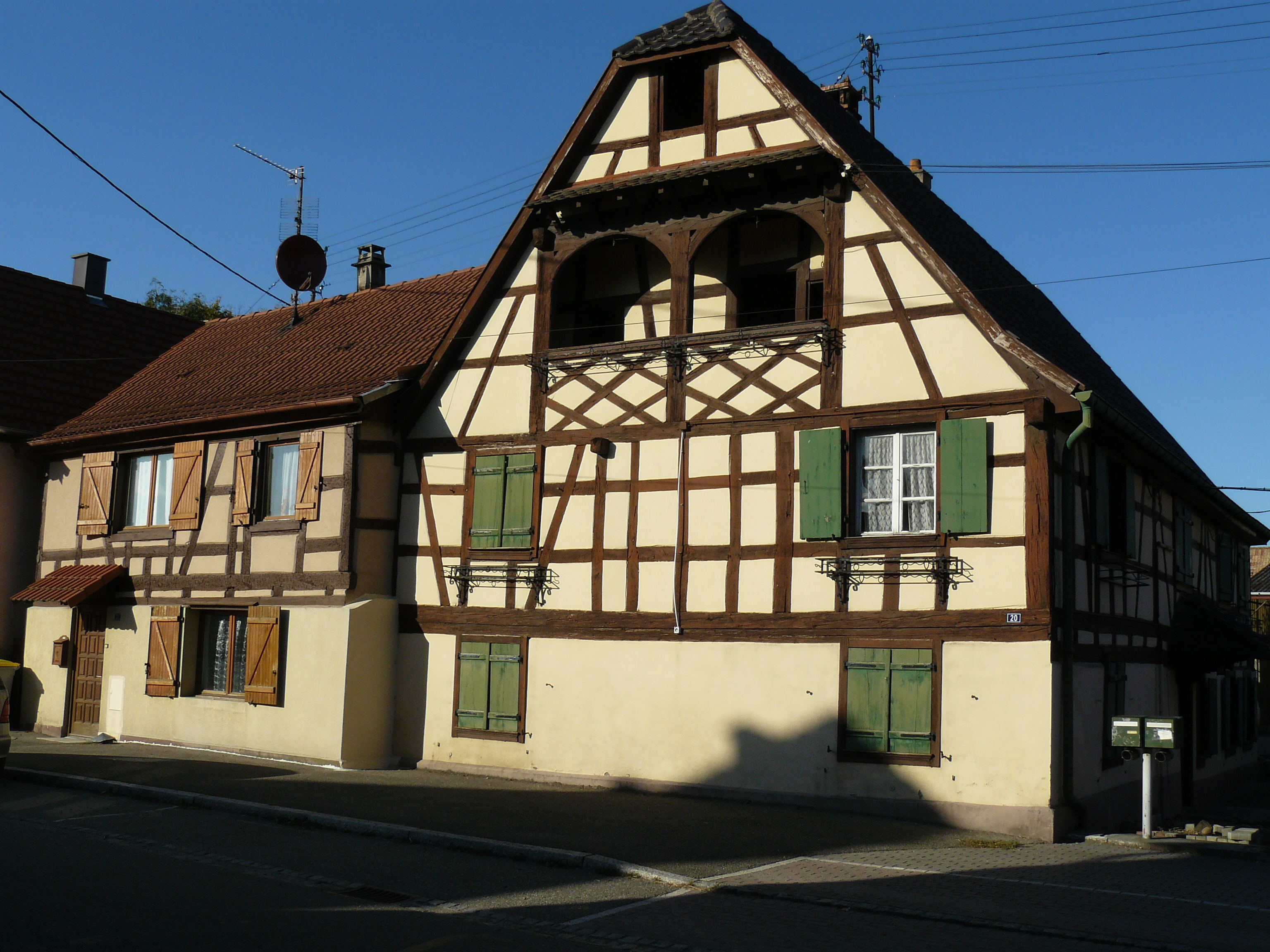
Fachwerkhaus
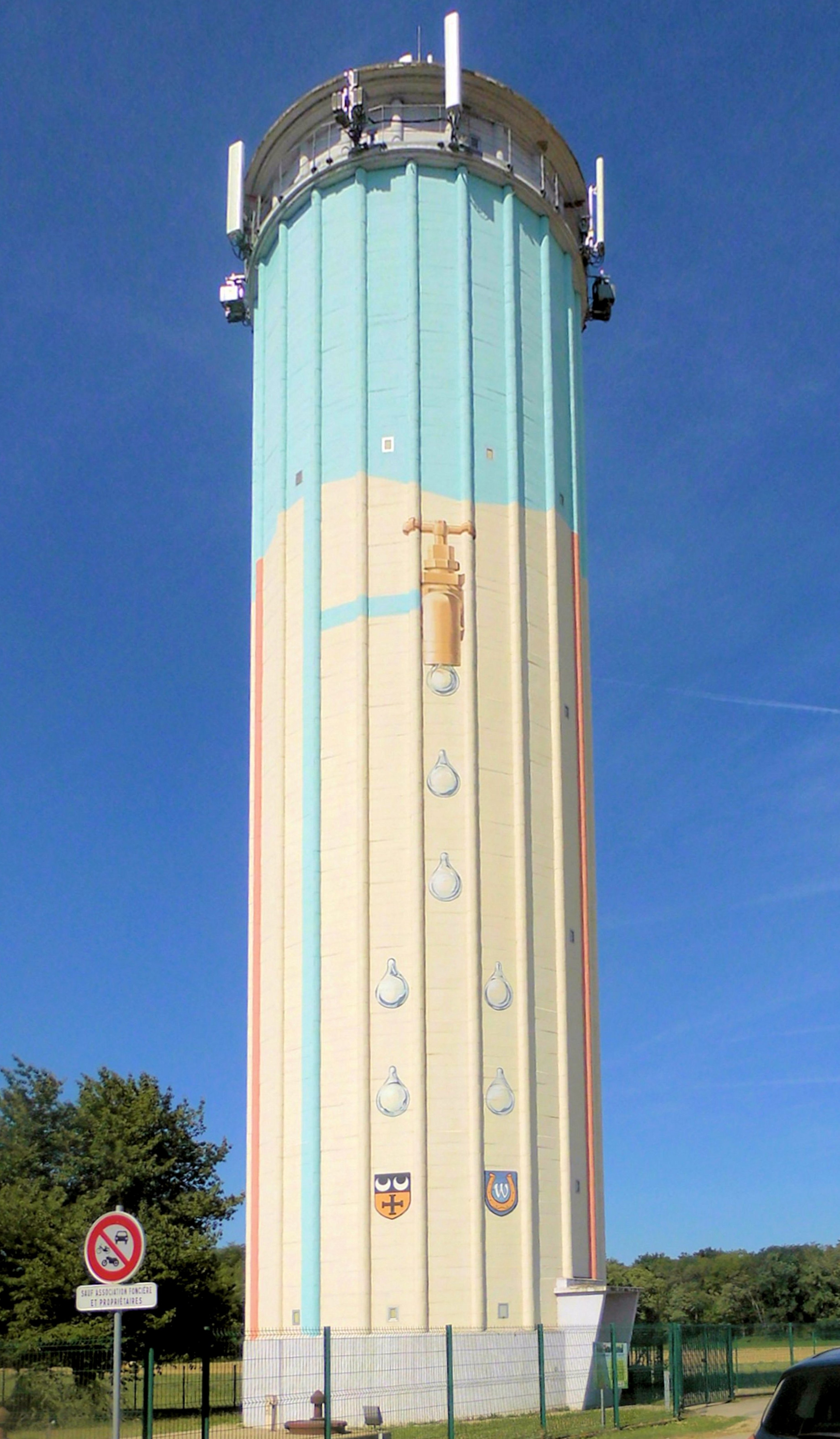
Wasserturm
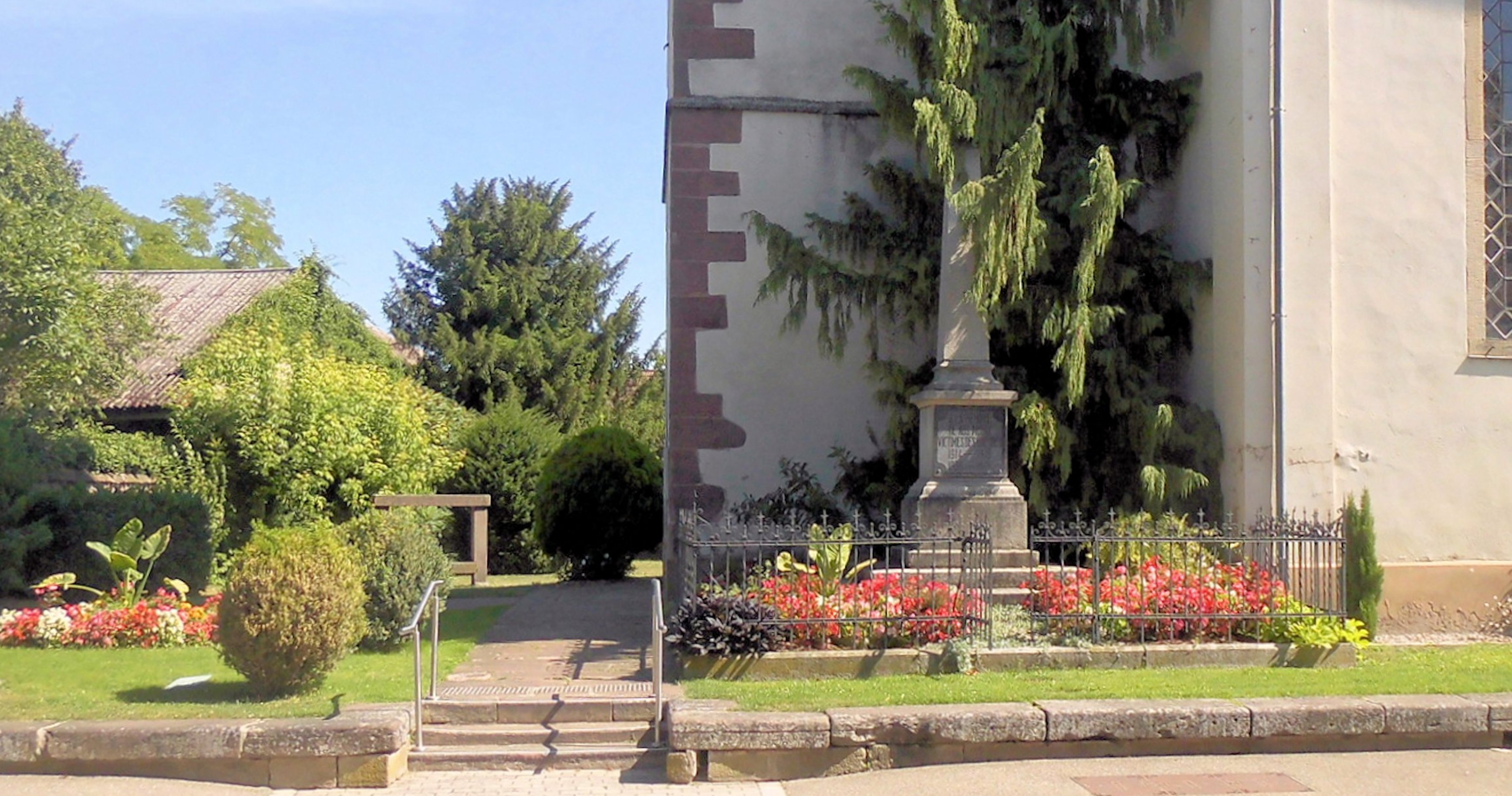
Gefallenendenkmal

## Regelmäßige Veranstaltungen
- Das Bierfest findet jährlich am ersten Wochenende im Mai statt.
- Ein Feuerwerk um den Fischweiher wird am Samstag vor dem 14. Juli, dem französischen Nationalfeiertag, abgebrannt.

## Persönlichkeiten
- Friedrich Albert Schmidt (* 1846 in Sundhausen; † 1916 in Weimar), Maler, Zeichner und Grafiker